# 张弓大曲
张弓大曲是中国河南省宁陵县以前出产的一系列白酒，源于当局在1951年合并当地几家私人酒坊成立的张弓酒厂；张弓大曲为其主要产品， 1980年代曾为销售排名第一的豫酒，后也为豫酒“六朵金花”之一。1988年酒厂扩建，于原厂北另建新厂，两厂同时生产，埋下以后商标和产权纠纷隐患。1990年代酒厂因市场和体制等问题陷入困境而于2002年倒闭，但并未停产：两家民企分别于2003和2012年租赁原厂北厂和南厂20年，以原酿造工艺继续生产。后者拥有老厂多个窖池，但因前者拥有原商标和品牌，后者产品以“皇封”和“老南厂”为品牌；然两家销量总和也已不可和昔日老厂相比，所以跌出豫酒“六朵金花”，成为豫酒“五朵银花”之一。2019年酒厂北厂停产，张弓品牌也随之消失。南厂皇封酒虽为原厂张弓产品系列，但销售仅限于商丘及邻近地区。